# Liste der Naturdenkmale in Müglitztal
Die Liste der Naturdenkmale in Müglitztal nennt die Naturdenkmale in Müglitztal im sächsischen Landkreis Sächsische Schweiz-Osterzgebirge.

## Definition
„Naturdenkmäler sind rechtsverbindlich festgesetzte Einzelschöpfungen der Natur oder entsprechende Flächen bis zu fünf Hektar, deren besonderer Schutz erforderlich ist
1. aus wissenschaftlichen, naturgeschichtlichen oder landeskundlichen Gründen oder
2. wegen ihrer Seltenheit, Eigenart oder Schönheit.“

„§ 18 – Naturdenkmäler – (zu § 28 BNatSchG)
(1) Die Erklärung nach § 22 Abs. 1 BNatSchG von Teilen von Natur und Landschaft als Naturdenkmal erfolgt durch Rechtsverordnung oder Einzelanordnung.
(2) Über § 28 Abs. 1 BNatSchG hinaus können Naturdenkmäler zur Sicherung von Lebensgemeinschaften oder Lebensstätten von im Bestand gefährdeten oder streng geschützten Arten festgesetzt werden.“

## Liste
Link zu einem Kartenansichtstool, um Koordinaten zu setzen.
| Bild                          | Bezeichnung                                                 | Lage                                           | Beschreibung                                          | Datum      | Nummer  |
| ----------------------------- | ----------------------------------------------------------- | ---------------------------------------------- | ----------------------------------------------------- | ---------- | ------- |
| BW                            | Kieselschiefer-Hornstein-Konglomerat Kanitzberg             | (50° 54′ 42,2″ N, 13° 51′ 33,2″ O)             |                                                       |            | SSZ 010 |
| mehr Fotos \| Fotos hochladen | Schmorsdorfer Sommerlinde                                   | Schmorsdorf (50° 55′ 52,4″ N, 13° 49′ 13,8″ O) | im September 2024 ausgezeichnet zum Nationalerbe-Baum | 1, 2, 4, 5 | ssz 014 |
| BW                            | Kontakt von Weesensteiner Grauwacke und Dohnaer Granodiorit | (50° 56′ 29,6″ N, 13° 51′ 37,9″ O)             |                                                       |            | SSZ 020 |
| BW                            | Naßwiese Mühlbach                                           | (50° 54′ 48,4″ N, 13° 48′ 49,5″ O)             |                                                       |            | SSZ 050 |
| BW                            | Hangwiese im Seidewitztal                                   | (50° 54′ 49,8″ N, 13° 52′ 41,6″ O)             |                                                       |            | SSZ 075 |

Das Nummernschema des Landkreises unterscheidet
- Einzelnaturdenkmal = Kleinbuchstaben (ssz 001 Winterlinde in Neustadt; …)
- Flächennaturdenkmal = Großbuchstaben (SSZ 001 Erlpeterquelle Pirna; …)